# District historique de Nuttallburg Coal Mining Complex and Town
Le district historique de Nuttallburg Coal Mining Complex and Town – ou Nuttallburg Coal Mining Complex and Town Historic District en anglais – est un district historique américain situé dans le comté de Fayette, en Virginie-Occidentale. Aujourd'hui protégé au sein des parc national et réserve de New River Gorge, il est inscrit au Registre national des lieux historiques depuis le 22 août 2007.